# Etheostoma barbouri
Etheostoma barbouri är en fiskart som beskrevs av Kuehne och Small, 1971. Etheostoma barbouri ingår i släktet Etheostoma och familjen abborrfiskar. Inga underarter finns listade i Catalogue of Life.